# مسعد بولس
مسعد فارس بولس (مواليد 1971) هو رجل أعمال أمريكي من أصل لبناني ومستشار رفيع للرئيس الأمريكي، يعمل مع إيلون ماسك وبوريس إبشتاين. وهو والد مايكل بولس وحمو ابنة ترامب، تيفاني. دعم حملة ترامب الرئاسية الناجحة في انتخابات 2024، وقام بحملة لصالح ترامب في المجتمعات العربية الأمريكية، خاصة في ولاية ميشيغان.
عمل بولس كرئيس تنفيذي لشركة SCOA Nigeria PLC، وهي شركة متخصصة في بيع الشاحنات والمعدات الثقيلة، وتعد فرعًا لمجموعة فادول في نيجيريا. اكتسب شهرة في عام 2018 عندما بدأ ابنه بمواعدة تيفاني ترامب. وعلى الرغم من الإعلان عنه في ديسمبر 2024 كمستشار لشؤون العرب والشرق الأوسط، تم تعيين بولس في أبريل 2025 أيضًا كمستشار رفيع لشؤون إفريقيا.

## حياته
وُلد مسعد بولس عام 1971 في قرية كفرعقا-قضاء الكورة لبنان، حيث ينتمي لعائلة أرثوذكسية يونانية، وانتقل إلى ولاية تكساس الأميركية في سن المراهقة، حيث التحق بجامعة هيوستن، وحصل على شهادة في القانون، وأصبح مواطناً أميركياً.